# Forto (district)
Forto est un district de la région Gash-Barka de l'Érythrée. La principale ville et capitale de ce district est Forto. 